# Пандановые
Панда́новые (лат. Pandanáceae) — семейство однодольных цветковых растений, входящее в порядок Панданоцветные, включающее в себя 4 рода и более 800 видов. Его представители распространены в тропических областях Восточного полушария.

## Биологическое описание
Пандановые — вечнозелёные древовидные растения. Стебли их простые или слабо ветвящиеся. Листья пандановых в большинстве случаев крупные, длиной 3—5 м, а у отдельных видов пандана и до 9 м. Они расположены на концах стеблей или их ветвей плотными пучками и снабжены стеблеохватывающими влагалищами, как бы вставлены один в другой. Листья располагаются на стебле тремя или четырьмя рядами и в то же время винтообразно, следуя закручиванию верхушки стебля. В роде Пандан у большинства видов имеются ходульные корни. Цветки пандановых собраны в початковидные или метёлковидные соцветия. Плоды у видов Пандана и Сараранги — костянки, у видов Фрейсинетии — ягоды.

## Использование
Мясистые богатые белками, жирами и витаминами плоды и соплодия некоторых видов Пандана (в частности Пандана полезного (Pandanus utilis)) употребляются в пищу. На некоторых островах Тихого океана они являются единственными культивируемыми плодовыми деревьями. Листья других видов (в частности Pandanus amaryllifolius) употребляются, как овощи и ароматические приправы. Более жёсткие листья некоторых видов являются источником волокнистого материала для различных кустарных изделий.

## Роды
- Freycinetia Gaudich. — Фрейсинетия
- Martellidendron (Pic. Serm.) Callm. & Chassot — Мартеллидендрон
- Pandanus Parkinson — Пандан
- Sararanga Hemsl. — Сараранга